# Jan Musil
Jan Musil (* 2. července 1941 Plzeň) je český právník, v letech 2003 až 2013 a opět 2014 až 2019 soudce Ústavního soudu ČR. Přednáší trestní právo na Fakultě právnické Západočeské univerzity a externě také na Právnické fakultě Masarykovy univerzity. Na Právnické fakultě Univerzity Karlovy v Praze pak přednáší kriminalistiku.

## Život
Práva vystudoval na Právnické fakultě Univerzity Karlovy v Praze v roce 1963, kde také od roku 1967 do roku 2003 vyučoval, v roce 1985 se habilitoval a v roce 1993 byl jmenován profesorem a vedl katedru trestního práva. V letech 1992–1998 byl i rektorem a poté až do roku 2003 prorektorem Policejní akademie České republiky.
Odborně se věnuje především kriminalistice a trestnímu právu procesnímu. Absolvoval mnoho zahraničních stáží a přednáškových pobytů, je předsedou vědecké rady Institutu pro kriminologii a sociální prevenci, předsedou redakční rady časopisu Kriminalistika, členem Společnosti pro kriminalistiku, Národní skupiny Mezinárodní společnosti pro trestní právo a čestným členem Bílého kruhu bezpečí. Pravidelně hostuje na Institutu Maxe Plancka pro mezinárodní a zahraniční trestní právo ve Freiburgu im Breisgau.
Členem KSČ byl od roku 1960, roku 1969 na vlastní žádost vystoupil.
Soudcem Ústavního soudu byl jmenován prezidentem Václavem Klausem dne 27. listopadu 2003. Funkci zastával po celou dobu desetiletého mandátu až do 27. listopadu 2013. Ještě před skončením mandátu byl do funkce znovu navržen prezidentem Milošem Zemanem. 26. listopadu 2013 podpořil jeho kandidaturu ústavně právní výbor Senátu. Následně získal 17. prosince 2013 rovněž podporu senátního výboru pro lidská práva. Senátoři během schvalování vyslovili obavy, zda Musil funkci ve svých 72 letech ještě zvládne. Ten je ujistil, že síly na to ještě má. O den později jeho jmenování schválilo i plénum Senátu, když se pro něj vyslovilo 49 senátorů ze 72 hlasujících. Před hlasováním přišel Musila a dalšího kandidáta Jiřího Zemánka do Senátu podpořit i prezident Zeman. Ten na Musilovi ocenil jeho odvahu, že se při hlasování nepřipojuje automaticky k hlavnímu proudu a je schopen své stanovisko vždy logicky argumentovat. Prezident Miloš Zeman jej pak 20. ledna 2014 na Pražském hradě do funkce jmenoval.
V kauze growshopů se pak v této funkci vyslovil proti growshopům, přestože uznal, že veškeré informace o marihuaně a potřeby k jejímu pěstování jsou volně dostupné na internetu: „Je to skutečnost, před kterou nelze zavírat oči, ale není důvodem k tomu, aby analogická jednání byla obecně prohlášena za netrestná.“
V listopadu 2018 oznámil, že hodlá ke 31. lednu 2019 rezignovat na funkci soudce Ústavního soudu, a to ze zdravotních důvodů. Ke konci ledna 2019 tak skutečně učinil.

## Některá díla
- Některé otázky znaleckého dokazování v trestním řízení a teorie kriminalistické analýzy, Praha, Univerzita Karlova, 1974
- Některé problémy protokolace výpovědi obviněného a svědka v trestním řízení, Praha, Univerzita Karlova, 1979
- Způsob páchání trestné činnosti a jeho kriminalistický význam, Praha, Univerzita Karlova, 1982
- Perseverance a interindiviuální odlišnost způsobu páchání trestné činnosti, in Stát a Právo, č. 23, 1988
- Metodika vyšetřování jednotlivých druhů trestných činů, Praha, Univerzita Karlova, 1993
- Úvod do kriminalistiky, Praha, Policejní akademie ČR, 1999
- Reforma trestního řízení a její reflexe v kriminalistické teorii a praxi, in Kriminalistika na prahu XXI. století, Praha, Policejní akademie ČR, 2002
- Trestní právo procesní, Praha, C. H. Beck, 2003
- Kriminalistika, Praha, C. H. Beck, 2004